# Michel Dejouhannet
Michel Dejouhannet (Châteauroux, 1935. július 3. – Le Poinçonnet, 2019. január 11.) francia kerékpárversenyző.

## Pályafutása
1958 és 1965 között vett részt profi versenyeken. A Tour de France-on egy alkalommal, 1959-ben indult. A nyolcadik szakaszt La Rochelle és Bordeaux között megnyerte, de a 13. szakaszt nem teljesítette szintidőn belül, így versenyt nem fejezte be.

## Sikerei, díjai
- Tour de France
  - szakaszgyőzelem: 1959 (8. szakasz, La Rochelle–Bordeaux)
- Critérium du Dauphiné libéré
  - szakaszgyőzelem: 1957 (7. szakasz)
- Prix Albert-Gagnet
  - győztes: 1958
  - szakaszgyőzelem: 1957 (2. szakasz)
- Tour de l'Aude
  - szakaszgyőzelem: 1958 (2. szakasz)
- Circuit d'Aquitaine
  - szakaszgyőzelem: 1958 (4. szakasz)
- Circuit de l'Indre
  - győztes: 1959
- Párizs–Nizza
  - szakaszgyőzelem: 1960 (4. szakasz)
- Grand Prix de la Trinité
  - szakaszgyőzelem: 1962 (3. szakasz)
- Boucles du Bas-Limousin
  - győztes: 1965